# Ішкібаль
Ішкібаль (д/н — 1626 до н. е.) — 4-й цар Країни Моря близько 1640—1626 років до н. е.

## Життєпис
Походив з I династії Країни Моря (відома як II Вавилонська династія). Спадкував царю Дамік-ілішу II. Продовжив протистояння з вавилонськими царями, остаточно закріпившись в містах Лагаш і Ур. Втім про внутрішню діяльність та стосунки з іншими державами відомості вкрай обмежені.
Йому спадкував Шушші.